# Uvberget, Södermanland
Uvberget är en fornborg nära Eskilstunaån/Hyndevadsån, norr om Skogstorp i Eskilstuna kommun.
Fornborgen är på omkring 80 x 60 meter och begränsas av dubbla stenvallar i norr, öster och sydost samt av branta stup mot ådalen i sydväst och väst.
Fornborgens inre mur är omkring 90 meter lång, mellan 1 och 5 meter bred och mellan 0,2 och 1,5 meter hög. Det finns två ingångar genom den inre muren i nordväst respektive i öster. 
Den yttre muren är omkring 90 meter lång, mellan 1 och 2 meter bred och mellan 0,4 och 1,2 meter hög. 